# Stade Général Aboubacar Sangoulé Lamizana
Het Stade Général Aboubacar Sangoulé Lamizana is een multifunctioneel stadion in Bobo-Dioulasso, Burkina Faso, dat is genoemd naar de voormalige president Sangoulé Lamizana. Het stadion wordt vooral gebruikt voor voetbalwedstrijden. Er kunnen 25.000 toeschouwers in. De voetbalclub Racing Club de Bobo speelt in dit stadion zijn thuiswedstrijden.

## Toernooien
In 1998 werd van dit stadion gebruik gemaakt voor het Afrikaans kampioenschap voetbal, dat van 7 februari tot en met 28 februari 1998 in Burkina Faso werd gehouden. Er werden 10 groepswedstrijden, de kwartfinale tussen Kameroen en Congo-Kinshasa (0–1) en de halve finale tussen Burkina Faso en Egypte (0–2) gespeeld.